# Douentza
Douentza är en kretshuvudort i Mali.   Den ligger i regionen Mopti, i den centrala delen av landet, 600 km öster om huvudstaden Bamako. Douentza ligger 303 meter över havet och antalet invånare är 8 054.

## Terräng och klimat
Terrängen runt Douentza är kuperad västerut, men österut är den platt. Runt Douentza är det glesbefolkat, med 13 invånare per kvadratkilometer. Det finns inga andra samhällen i närheten. Trakten runt Douentza består i huvudsak av gräsmarker.